# Mathias Zachariassen
Mathias Zachariassen, född 1968 i Danderyds församling, är en svensk sångare (tenor). 
Zachariassen är utbildad vid Operahögskolan i Stockholm och gjorde sin internationella debut i Innsbruck 1994. 